# Jan van Wintelroy
Jan van Wintelroy, ook Joannes Wintelroy (werkzaam in de periode 1520 - 1576) was een componist uit de Franco-Vlaamse School, zangmeester en intoneerder.

## Leven en werk
Vanaf 1529 is Wintelroy verbonden aan de Illustre Lieve Vrouwe Broederschap van 's-Hertogenbosch als zanger, intoneerder en priester. Hij werd als zangmeester aangesteld op 19 juli 1551 en bleef dat tot 30 juni 1574, waarna hij nog als intoneerder verbonden bleef aan de kapel van de Broederschap.
In de door Jacob Baethen in 1554 in Maastricht uitgegeven bloemlezing van Nederlandse liederen, Dat ierste boeck vanden nieuwe Duijtsche liedekens (waarvan geen exemplaar volledig is bewaard, de sopraanpartij ontbreekt) wordt één vierstemmig lied van Wintelroy opgenomen:
- Al is den tijd nu doloreus

Dit lied wordt overgenomen in Petrus Phalesius’ in Leuven uitgegeven bloemlezing Een Duijtsch musijck boeck uit 1572